# Peracarida
I Peracarida sono un superordine di crostacei della classe dei Malacostraca, che comprende specie sia marine, che di acqua dolce che terrestri.

## Descrizione

Schema della mandibola di un Peracaride : 1. Processo molare; 2. Spine row; 3. Lacinia mobilis; 4. Processo incisivo; 5. Palpo

Sono in genere di piccole dimensioni. 

Sono caratterizzati da un singolo paio di massillipedi (raramente 2–3), da una mandibola con un processo accessorio articolato tra i molari e gli incisivi (denominato lacinia mobilis), da un carapace che è spesso di dimensioni ridotte e che non è saldato con i somiti toracici posteriori.
Hanno sviluppo diretto e recano le uova in una tasca ventrale (marsupium) per tutto il periodo dell'incubazione, sviluppatasi da un'estensione del segmento basale della zampa, l'oostegite. Dal marsupium emerge un peracaride in uno stadio pre-giovanile detto  manca. Questa caratteristica è presente in tutti gli ordini, eccetto che nei Thermosbaenacea.